# 龍皇集團

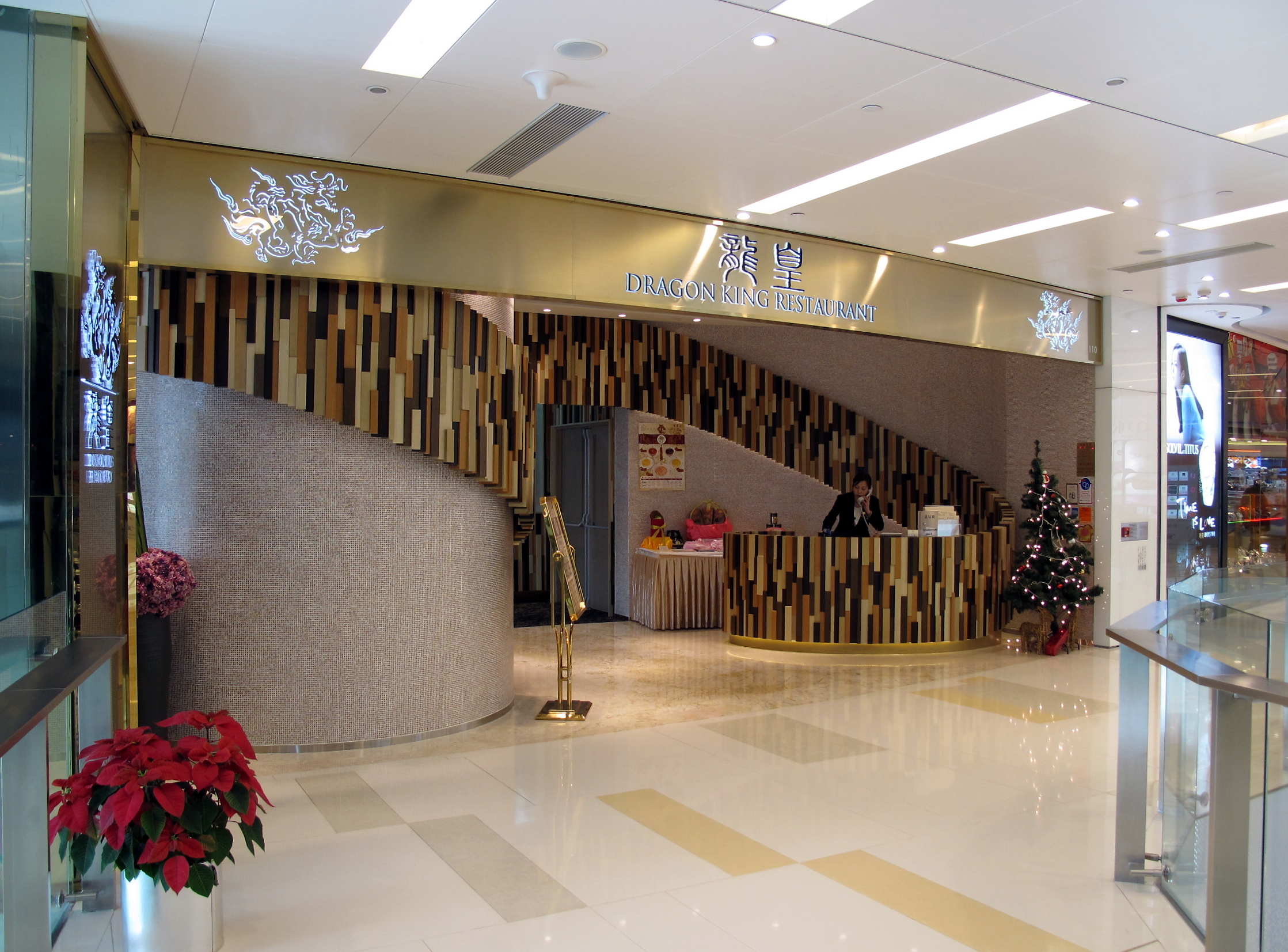
龍皇酒家在新蒲崗Mikiki商場的分店

龍皇集團控股有限公司，簡稱龍皇集團控股及龍皇集團（英語：Dragon King Group Holdings Limited，港交所：8493），在2004年，由黃永幟及黃永康於總部香港成立「龍皇酒家」，其業務主要在香港、中國和澳門經營服務式粵菜酒家。
股份在2018年1月16日於港交所創業板上市。配售股份數目為3.6億股，發售定價為0.18至0.26港元，而集資額為4899.5萬港元，用作於香港以多品牌策略擴張、改善現有酒家設施、提升營銷及推廣、償還銀行及其他借款，以及營運資金。黃永幟於2021年6月1日至4日減持3956.76萬股，持份比例由40.2%下降至12.72%，套現8,481萬港元。6月10日龍皇集團股價大跌逾8成。2021年8月，黃永幟已經全部沽清龍皇集團的股權。
2021年年尾，創辦人黃永幟懷疑涉及以「微信女」、「炒股專家」推介誘導散戶接貨的造市騙案有關而被捕。
至2023年為止，公司已經無主要股東，主席兼執行董事為唐鴻江。
原任主席兼執行董事申太菊已於2023年10月12日調任為非執行董事。

## 分店

### 香港
- 灣仔港灣道30號新鴻基中心2樓2C及2D號舖

## 已結業分店

### 香港
- 銅鑼灣世貿中心12樓全層
- 觀塘源成中心2樓全層
- 西九龍環球貿易廣場101樓C舖
- 新蒲崗譽·港灣Mikiki商場L1樓110舖
- 葵涌九龍貿易中心活@KCC9樓全層
- 紅磡黃埔花園第八期黃埔美食坊3樓1號舖

### 澳門
- 威尼斯人度假村酒店大運河購物中心大運河街853舖

### 上海
- 浦東新區浦東南路27號

## 品牌
- 龍皇酒家
- 龍璽
- 龍袍
- 皇璽

## 爭議事件

### 世貿中心分店在火災期間要求顧客先付款後離開
2021年12月15日，銅鑼灣世貿中心發生衝天大火災，其中位於該大廈12樓的龍皇酒家受到波及，根據《立場新聞》報道，其中一位在火災前在現場品茗的茶客王太表示，當酒家內的百多茶客知悉火災發生時，立即爭相逃命，但酒家職員要求茶客必須先付款方可逃生。值得留意的是，大廈P1至P5樓層正進行翻新工程，部分消防裝置被關閉，包括花灑系統、手動火警警報及自動警報系統。亦有人表示火警當時並沒有聽到大廈的警鐘聲。
在新聞報道刊載後，引起網民熱議，除表示酒家不近人情及缺乏防火意識外，亦有網民表示以後不會再光顧相關酒家。

## 連結
- dragonkinggroup.com（页面存档备份，存于）